# Isaac de Helle
Isaac de Helle, ou Isaac del Helle, est un peintre espagnol de la Renaissance, actif à Tolède.

## Biographie
Il a dû naître dans les environs de Tolède à une date inconnue.
Il est entré dans l'atelier de Francisco de Comontes, en même temps de Juan Campo, en qualité de garçon d'atelier. À la mort de sa mère il aurait entrepris un voyage à Florence. Juan Agustín Ceán Bermúdez a supposé qu'il avait été l'élève de Michel-Ange dont il a imité la manière. Marías a considéré à juste titre que quand il apparaît à Tolède à environ 26 ans, il était entré dans un atelier flamand, plutôt que dans des études hypothétiques romaines, bien que possibles. Pour Isabel Mateo Gómez, à sa formation flamande s'est ajouté le style des artistes tolédans contemporains, en particulier Hernando de Ávila et Luis de Velasco. Il a connu Luis de Velasco au cours d'un procès en excommunication, en est devenu son ami et a travaillé avec lui.
De retour en Espagne, il est occupé par le chapitre de la cathédrale de Tolède en 1562 pour peindre certains tableaux pour son cloître en même temps que Francisco de Comontes. En 1564, Diego de Aguilar et Francisco de Espinosa la peinture et la dorure d'une grille en bois qu'il a réalisé.
On trouve dans les archives de la cathédrale : « Aux derniers jours d'avril 1568, donné à Isaac de Helle, peintre, 24 162 maravédis, pour avoir peint et doré le tableau du glorieux saint Nicaise ». Andrés Perez l'avait attribué par erreur à Alonso Berruguete et le considérait comme un des chefs-d'œuvre de l'école de Tolède. Cette peinture se voit encore dans une pièce intérieure de la sacristie. De plus, en 1568, il a doré et estofé le retable latéral de saint Jean-Baptiste qui se trouve dans la chapelle de la torre ou chapelle des chanoines de la cathédrale.
Le sculpteur Alonso Román et Isaac de Helle ont réalisé le retable du maître-autel en bois doré et peint de l'église paroissiale de Cerceda, dans la commune d'El Boalo.
Il est mort avant le 12 octobre 1594. Il est enterré dans la paroisse de San Antolín de Tolède. Il a dû encore réclamer le paiement de sommes d'argent au comte d'Orgaz et à un chanoine tolédan.